# Пащенко Володимир Олександрович
Володи́мир Олекса́ндрович Па́щенко (*14 серпня 1947, Дружба, Решетилівський район, Полтавська область — †19 квітня 2010, Київ) — український учений у галузі релігієзнавства та педагогіки вищої школи, доктор історичних наук, професор, академік Академії педагогічних наук України. Ректор Полтавського Національного педагогічного університету імені Короленка. Заслужений працівник освіти України.

## Біографічні відомості
Народився 1947 року у селі Дружба Решетилівського району Полтавської області. Закінчив філософський факультет Національного університету імені Тараса Шевченка. Працював учителем історії на Київщині.
З 1975 року в Полтавському державному педагогічному інституті (університеті) імені В. Г. Короленка. З вересня 1990 по липень 2008 року — ректор університету.
Помер 19 квітня 2010 у Києві у віці 62 роки, коли він перебував на лікуванні в одній із столичних клінік. Під час операції у академіка стався інфаркт, що спричинив смерть.

## Наукова кар'єра
В останні роки життя Володимир Пащенко — професор кафедри філософії та історії України, голова спеціалізованої ради із захисту кандидатських дисертацій з педагогіки, а також член спеціалізованої ради із захисту докторських дисертацій з релігієзнавства при Інституті філософії НАН України.
Автор понад 370 наукових публікацій.

## Відзнаки і нагороди
Лауреат премій імені Панаса Мирного (2000, 2001, 2007), Івана Котляревського (2007), Володимира Короленка та інших. Голова Полтавського відділення Малої академії наук України та обласного відділення Українського фонду культури.
Кавалер ордена Миколи Чудотворця Міжнародного фонду «За примноження добра на Землі», нагороджений срібною медаллю Оксфордського університету за наукові досягнення та іншими відзнаками.